# Ixodes rotundatus
Ixodes rotundatus este o specie de căpușe din genul Ixodes, familia Ixodidae, descrisă de Joseph Charles Arthur în anul 1958. Conform Catalogue of Life specia Ixodes rotundatus nu are subspecii cunoscute.